# Richard Dodds
Richard David Allan Dodds (York, 23 februari 1959) is een hockeyer uit het Verenigd Koninkrijk. Dodds speelde in totaal 79 interlands voor het Engelse elftal en 65 interlands voor het Britse hockeyelftal. 
Dodds won met het Britse elftal de bronzen medaille tijdens de spelen van Los Angeles.
Tijdens het Wereldkampioenschap in eigen land verloor Dodds met zijn ploeg de finale van Australië.
Dodds was aanvoerder van de ploeg die tijdens de Olympische Spelen 1988 de gouden medaille won. Dodds werd door de koningin benoemd tot officier in de Orde van het Britse Rijk.

## Erelijst
- 1981 - 6e Champions Trophy in Karachi
- 1984 –  Olympische Spelen in Los Angeles
- 1985 -  Champions Trophy in Perth
- 1986 - 4e Champions Trophy in Karachi
- 1986 -  Wereldkampioenschap in Londen
- 1987 - 4e Champions Trophy in Amstelveen
- 1987 -  Europees kampioenschap in Moskou
- 1988 –  Olympische Spelen in Seoel